# Kranjski jeglič
Kranjski jeglič (znanstveno ime Primula carniolica) je slovenski endemit, ki se je razvil v ledeni dobi in je ena naših najznamenitejših rastlin.
Prvi je to rastlino v okolici Divjega jezera pri Idriji našel idrijski zdravnik Janez Anton Scopoli, ki pa ga ni spoznal za novo vrsto. Šele Balthasar Hacquet je jeglič izkopal in ga poslal na Dunaj, kjer ga je eden tedanjih vodilnih botanikov Nikolaus Joseph von Jacquin opisal kot novo vrsto. Ime mu je dodelil po deželi Kranjski, kjer so ga našli in je takrat spadala pod Avstrijsko cesarstvo. 

## Opis
Kranjski jeglič ima pri dnu rozeto bleščeče živo zelenih listov, ki so gladki in goli. Rastlina zacveti v aprilu in maju, rdeče vijolični cvetovi pa se razvijejo v večcvetnem socvetju in so ob ustju posuti z belim prahom.
Kranjski jeglič raste v vlažnih soteskah v skalnih razpokah, ponekod pa tudi na travnikih v 70 km dolgem in 25 km širokem pasu južno in zahodno od Ljubljane. Najbolj pogost je v okolici Idrije, na severnem obrobju Dinarskega gorstva in južno od Ljubljane. Njegova najbolj znana nahajališča so v Trnovskem gozdu, v okolici Idrije, Trebuše in Cerkna, natančneje v Ravnah pri Cerknem, na Dolenjskem v bližini Ribnice in Sodražice, na Notranjskem pri Cerknici, v okolici Ljubljane v Iškem Vintgarju, Iški, borovniškem Peklu in na Zaplani. Na Gorenjskem pa raste v dolini Sovre nad Žirmi.
Med zavarovane vrste v Sloveniji spada že od leta 1922; v slovenskem Rdečem seznamu ogroženih rastlinskih vrst je uvrščen med neogrožene rastline, v seznamu ostaja zaradi možne ponovne ogroženosti.